# Мако Ивамацу
Мако Ивамацу (岩松 マコ Iwamatsu Mako, 10 декември 1933 г. – 21 юли 2006 г.) е японско-американски актьор. 

## Биография

### Кино
Известен е с ролите си на По-Хан в „Пясъкът се стеле“ (за която е номиниран за Оскар за най-добра поддържаща мъжка роля) и магьосника Акиро в „Конан Варварина“ и „Конан Разрушителя“, както и като гласа на Аку в анимационния сериал „Самурай Джак“.
В много от ролите си е кредитиран просто като Мако.

### Смърт
Мако умира в Сомис, Калифорния на 21 юли 2006 г. на 72 години от рак на хранопровода.
Ден преди смъртта му е потвърдено, че той ще е гласът на Сплинтър във филма „Костенурките нинджа“.. Кевин Мънро, режисьорът на филма, потвърждава, че Мако е озвучил всичките си реплики. Филмът е посветен на него.
В епизода „Приказки от Ба Синг Се“ на „Аватар: Повелителят на четирите стихии“ сегментът „Приказка за Иро“ е посветен на Мако, който озвучава Иро в първи и втори сезон. В продължението „Легендата за Кора“ главен герой е наименуван на него и се озвучава от Дейвид Фостино.
Мако е сред знаменитостите в мемориалния монтаж на Оскарите през 2007 г.

## Избрана филмография
| Година | Филм                                   | Оригинално заглавие        | Роля                    | Режисьор        |
| ------ | -------------------------------------- | -------------------------- | ----------------------- | --------------- |
| 1975   | Елитните убийци                        | The Killer Elite           | Юен Чънг                | Сам Пекинпа     |
| 1981   | Око за око                             | An Eye for an Eye          | Джеймс Чен              | Стийв Карвър    |
| 1984   | Конан Разрушителят                     | Conan the Destroyer        | Акиро                   | Ричард Флейшър  |
| 1993   | Робокоп 3                              | RoboCop 3                  | Канемицу                | Фред Декър      |
| 1997   | Седем години в Тибет                   | Seven Years in Tibet       | министър Цхаронг        | Жан-Жак Ано     |
| 2001   | Самурай Джак                           | Samurai Jack               |                         | екип, ТВ сериал |
| 2001   | Пърл Харбър                            | Pearl Harbor               | Адмирал Исороку Ямамото | Майкъл Бей      |
| 2005   | Мемоарите на една гейша                | Memoirs of a Geisha        | Г-н Сакамото            | Роб Маршал      |
| 2005   | Аватар: Повелителят на четирите стихии | Avatar: The Last Airbender | Айро (глас)             | екип            |